# Sváb-hegy
A Sváb-hegy a Budai-hegység egyik központi tönkröge Budapesten, a XII. kerületben, amely a János-heggyel közös hegytömböt alkot. Ősidők óta lakott hely, területén a középkortól fogva szőlő- és kertgazdálkodás folyt, majd a XVIII. századtól kezdve egyre nagyobb arányban épült be. Oldalát a legtöbb irányból kisebb-nagyobb árkok és völgyek szabdalják, az így kisebb-nagyobb mértékben elkülönülő tönkök és előhegyek jobbára önálló elnevezéssel is rendelkeznek.

## Leírása
480 méter magas kiemelkedés, amelynek alapkőzete szinte teljes egészében dolomit, amire a központi fennsíkján nagyrészt felső pliocén kori édesvízi mészkő, északkeleti és keleti lejtőin helyenként budai márga, máshol nummuliteszes mészkő és briozoás márga települt, a nyugati oldalán pedig kiscelli agyag rakódott rá.
Észak felől keskeny nyereg különíti el a János-hegy tömbjétől, dél felől legközelebbi szomszédja a fennsíkszerűen elnyúló Széchenyi-hegy, amellyel pliocén édesvízi mészkőtakaró kapcsolja egybe. Nyugati lejtői a Budakeszi-medence felé futnak le, keleten és északkeleten pedig igen meredek lejtői buknak le a Kútvölgy és a Zugliget völgye felé. Délkeleti előhegyei az Isten-hegy és az Orbán-hegy, ezekkel kisebb nyergek kötik össze.
Legmagasabban fekvő része a János-hegytől délre fekvő Hármaskút-tető fennsíkja, onnantól a hegyvonulat a Normafáig gerinc jellegű, attól délebbre szélesen elterülő, eredetileg részben erdők által borított, részben cserjés-sztyepprétes fennsík.
Jelentősebb völgyek, amelyek belehasítanak a Sváb-hegy tömbjébe: észak felől a Harang-völgy és a Csillag-völgy, délen a Denevér-árok és a Farkas-völgy két kisebb völgye, nyugaton a Virág-völgy. Az említett völgyek alsóbb részein általában források is törnek a felszínre, a Harang-völgyben ilyen a Disznófő-forrás és az Istenszeme-tó, a Csillag-völgy lábánál pedig a Darázs-forrás és a Csermely-völgy forrásai.

## Története
A hegy ősidők óta lakott, kőkori, bronzkori, római és népvándorláskori leleteket egyaránt találtak már itt. Területén talán már a középkortól, de a XVII. század végétől egyre inkább kert- és főleg szőlőgazdálkodás alakult ki, amit a XVIII. században főként sváb és rác szőlőbirtokosok emeltek komoly színvonalra. Az itteni szőlőkultúra a XIX. század végéig virágzott, csak a szőlőgyökértetű (filoxéra) 1875 és 1895 közötti, rendkívül intenzív inváziója tette tönkre.
A század derekától kezdve a Sváb-hegy folyamatosan elkezdett nyaraló-üdülőhely jelleget is ölteni, egyre több neves író, színész, művész és más tehetős személyiségek építtettek itt nyaralót maguknak, talán a legismertebb ezek közül Jókai Mór üdülője. Igen nagy lendületet adott a benépesülésének és beépülésének a fogaskerekű vasút 1874-es átadása, amely a korábbihoz képest lényegesen megkönnyítette az itteni birtokok elérését a város felől. A délkeleti lejtőin kialakult villanegyedben több műemlék jellegű villa is található.

## Nevének eredete
A középkorban a mai Sváb-hegyet Négy-hegynek nevezték, ami nyilvánvalóan arra utal, hogy jól felismerhetően több hegyrészből tevődik össze. A jelenleg használt név eredete a közvélekedés szerint Buda 1686-os, török alóli felszabadulásának emlékét őrzi, a vár ostromában részt vett német katonaságra utalva. Valószínű, hogy a név eredetileg csak a Kis-Sváb-hegyre vonatkozott, ahol valóban állomásozott a sváb tüzérségnek egy jelentős nagyságú ütege, onnan hagyományozódhatott át a név a mögötte emelkedő nagyobb hegyre, Nagy-Sváb-hegy formában, később pedig lekopott a név Nagy előtagja. 1945-től a rendszerváltást követő időszakig a hegy neve Szabadság-hegy volt, a korábbi elnevezését 1991-ben kapta vissza.

## Megközelítése
Fővárosi közösségi közlekedéssel a Sváb-hegy a legegyszerűbben a fogaskerekű vasúttal, a 21-es (21, 21A, 221, 990) és a 212-es (212, 212A, 212B) buszcsalád járataival, továbbá a 210-es és 210B buszokkal közelíthető meg, ezek kapaszkodnak fel a város mélyen fekvő részeiről (Városmajor, Szentimreváros, illetve Krisztinaváros felől) a hegytömb magasabban fekvő régióiba. Több más buszjárat a hegy oldalába kapaszkodik fel bizonyos magasságig (például a 155-ös busz a Csillag-völgy és a Harang-völgy, illetve a Béla király út keresztezéséig), a Gyermekvasút pedig Hűvösvölgy felől, az erdőn keresztül közelíti meg a Sváb-hegyet.

## Képek

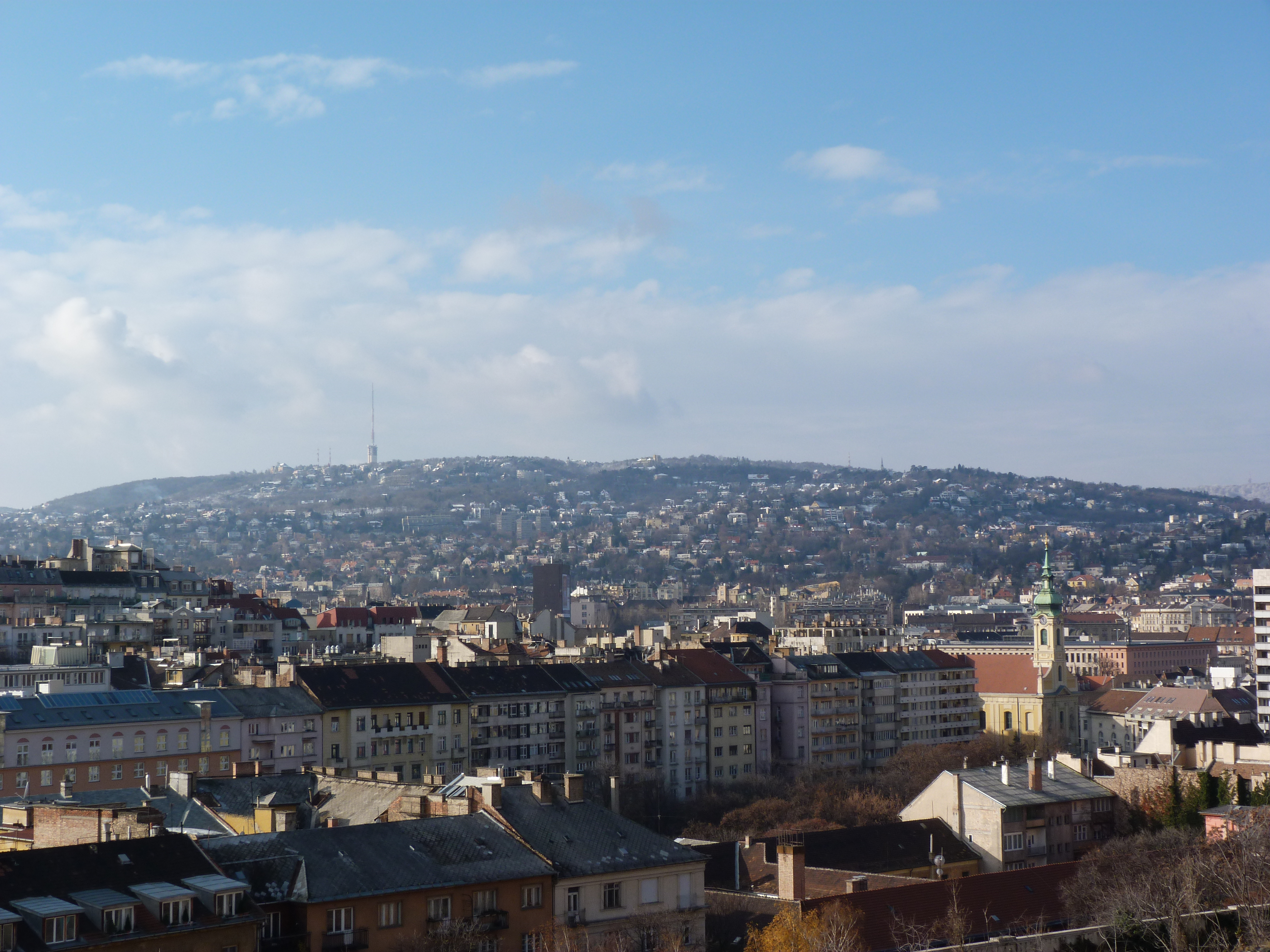
A környék a Várhegy felől
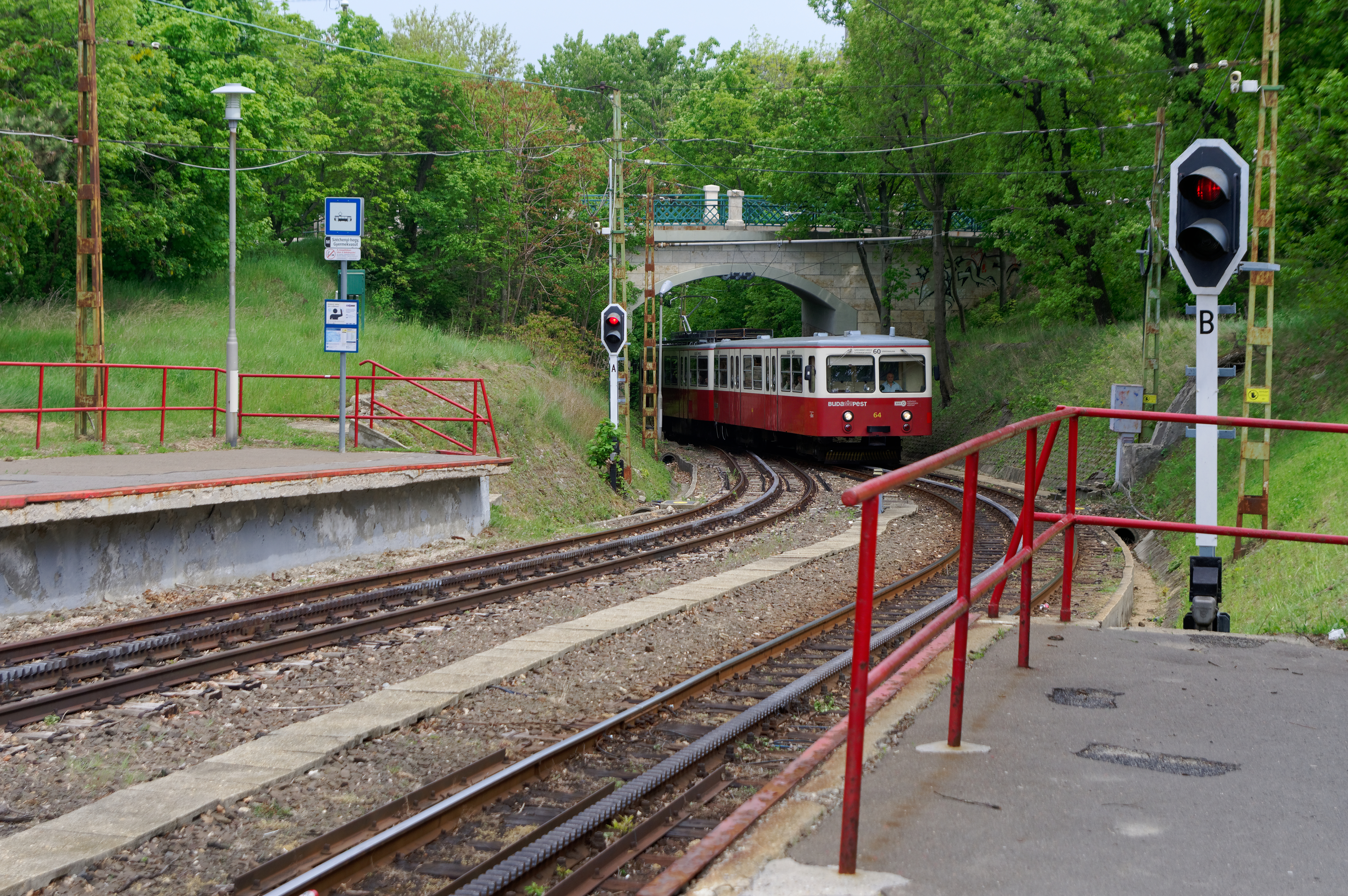
A fogaskerekű a hegyen 1.
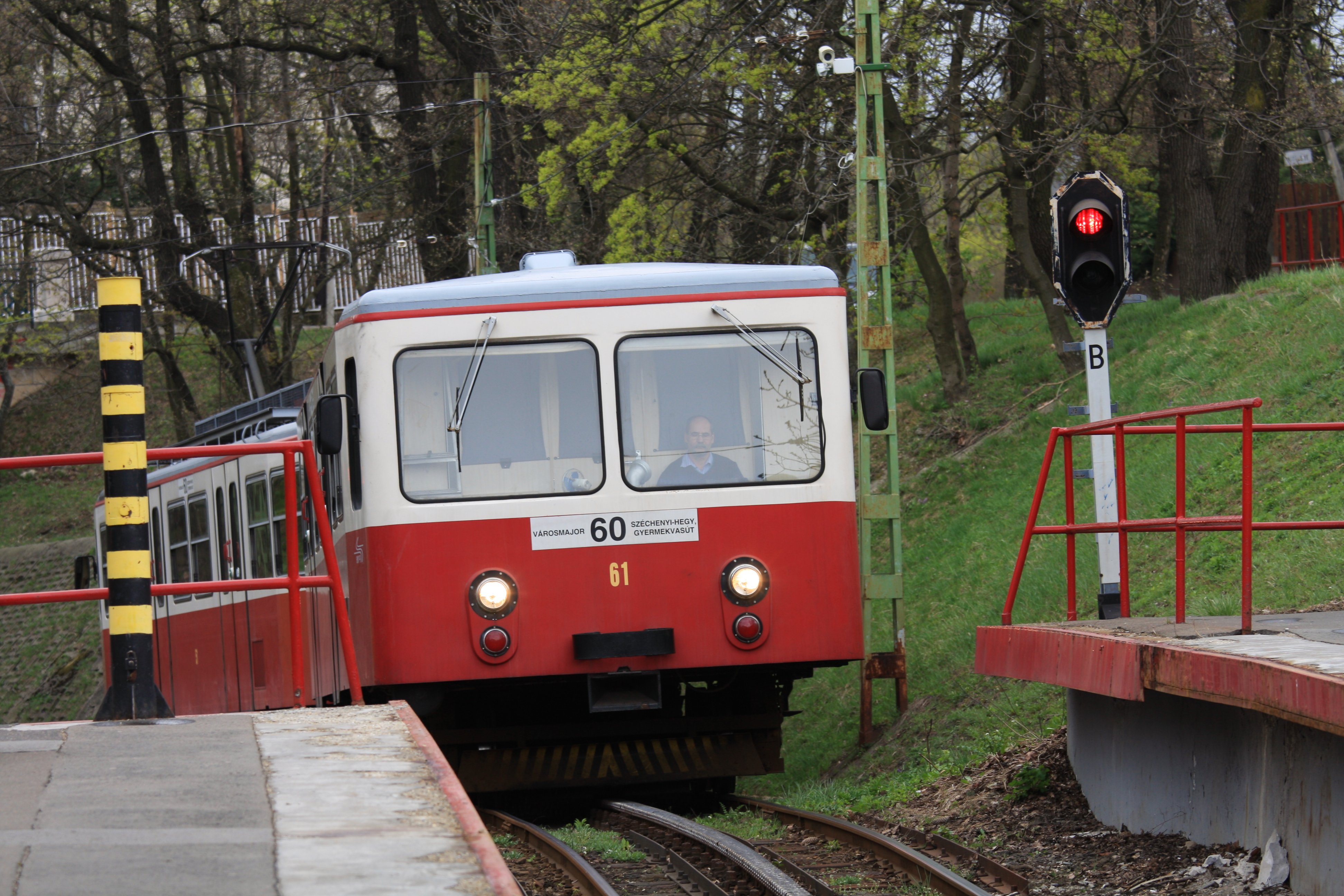
A fogaskerekű a hegyen 2.